# جسر الشيخ زايد
جسر الشيخ زايد، هو جسر قوسي في أبوظبي الإمارات العربية المتحدة وهو أحد أعمال المعمارية زها حديد، سمي نسبة إلى مؤسس البلاد زايد بن سلطان آل نهيان، ويبلغ طول الجسر 842 متر.
ويعد الجسر معقد التصميم يبلغ ارتفاعه 64 متراً وتشبه أقواسه الكثبان الرملية ويتميز بإضاءة متغيرة بألوان متنوعة تشكل أمواجاً انسيابية

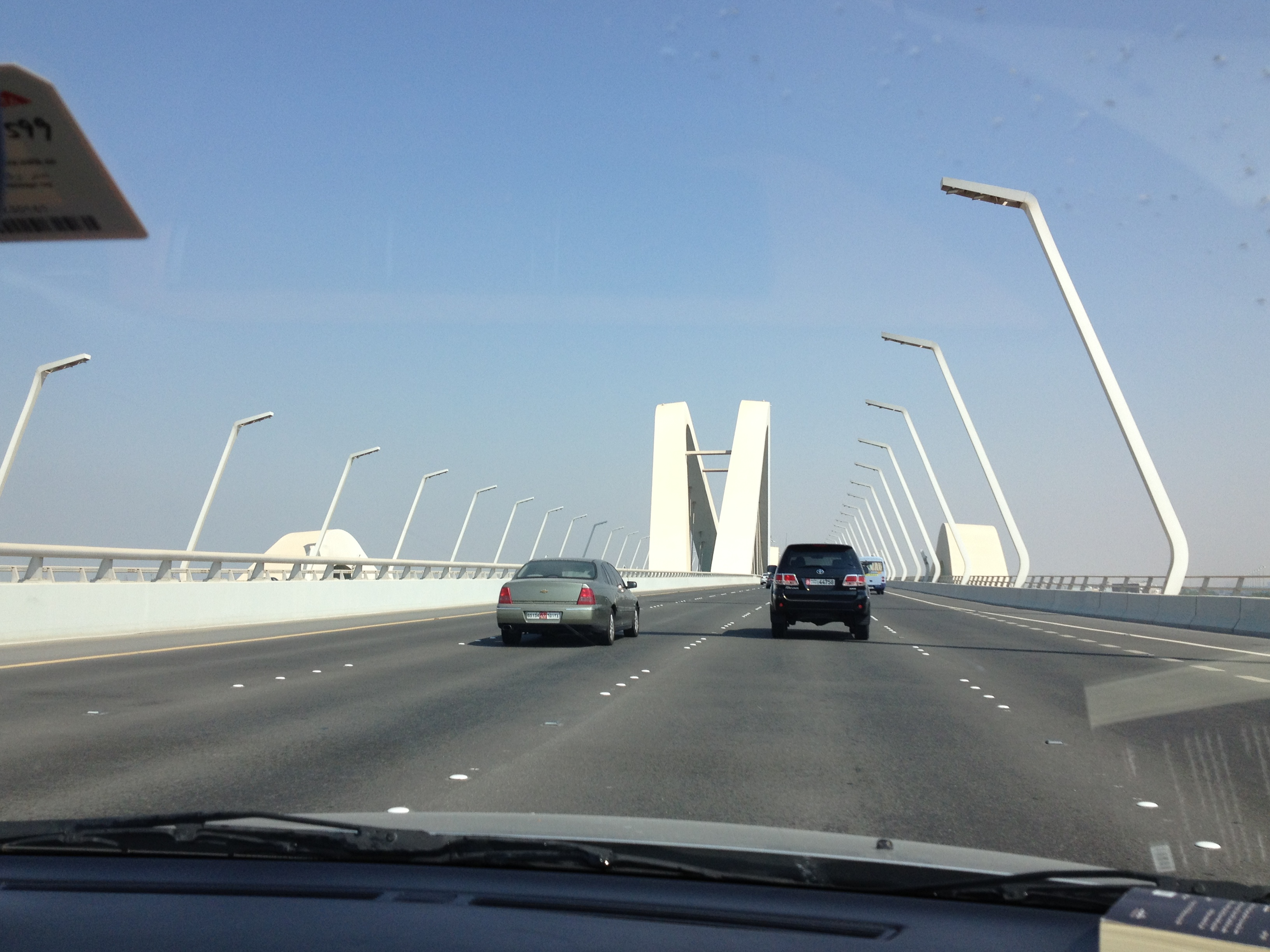
جسر الشيخ زايد

يتسع الجسر لمرور أربع مركبات معاً في كل اتجاه، ويستوعب كثافة الحركة المرورية في الاتجاهين، كما يحتوي على ممر للمشاة، وكتف للطريق من الاتجاهين، مما يزيد من عوامل الأمان في حالات الطوارئ.
يشكل الجسر رابطاً بين جزيرة أبوظبي والبر الرئيسي، بإعتباره الرابط الشرقي من الجهة الشمالية عبر قناة المقطع، ويلعب دوراً كبيراً في تخفيف الازدحام على كل من جسر المقطع وجسر المصفح الموجودين على القناة، ويعتبر ممراً مريحاً وسريعاً للتنقل بالنسبة للركاب وحركة البضائع ويساهم في تنشيط الحركة التجارية والسياحية.